# SN 2005fk
SN 2005fk – supernowa typu Ic odkryta 12 września 2005 roku w galaktyce A211519-0022. W momencie odkrycia miała maksymalną jasność 21,80m.